# 710 Gertrud

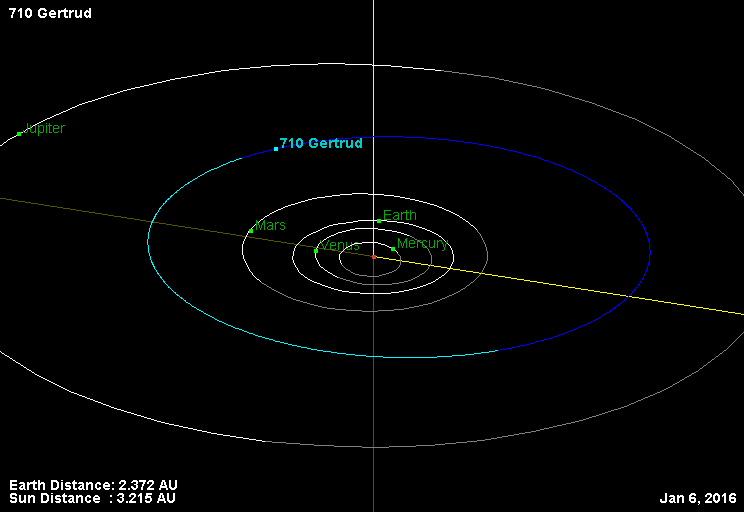
Órbita de 710 Gertrud.

Gertrud (asteroide 710) é um asteroide da cintura principal com um diâmetro de 26,81 quilómetros, a 2,6980227 UA. Possui uma excentricidade de 0,1373625 e um período orbital de 2 020,33 dias (5,53 anos).
Gertrud tem uma velocidade orbital média de 16,84162973 km/s e uma inclinação de 1,74946º.
Este asteroide foi descoberto em 28 de Fevereiro de 1911 por Johann Palisa.